# 1642 Hill
1642 Hill (1951 RU) là một tiểu hành tinh vành đai chính được phát hiện ngày 4 tháng 9 năm 1951 bởi Reinmuth, K. ở Heidelberg.